# Autobahn Guangzhou–Kunming
Die Autobahn Guangzhou–Kunming oder Guangkun-Autobahn (chinesisch 广昆高速公路, Pinyin Guǎngkūn gāosù gōnglù, englisch Guangkun Expressway), chin. Abk. G80, ist eine weitgehend fertiggestellte Autobahn im Süden Chinas, die eine Länge von 1.511 km aufweist. Sie beginnt bei der Metropole Guangzhou (Kanton) im Süden der Provinz Guangdong und führt in westlicher Richtung über Yunfu, Nanning, Tianyang und Yanshan nach Kunming in der Provinz Yunnan. 